# Precious (phim)
Precious: Base on Nol by Saf (Based on the Novel "Push" by Sapphire) hay tên ngắn gọn Precious, là một bộ phim chính kịch của Mỹ công chiếu vào năm 2009, do Lee Daniels đồng sản xuất và đạo diễn. Precious là một phiên bản chuyển thể của Geoffrey S. Fletcher từ cuốn tiểu thuyết năm 1996 Push của Sapphire. Phim có sự tham gia của Gabourey Sidibe, Mo'Nique, Paula Patton và Mariah Carey. Bộ phim cũng đánh dấu vai diễn đầu tay của Sidibe. Trong phim, Sidibe vào vai một phụ nữ trẻ tuổi sống trong nghèo khổ và chịu đựng bạo hành.
�Mặc dù ban đầu không qua nhà phân phối nào, bộ phim vẫn được công chiếu và nhận được những đánh giá tích cực tại hai liên hoan phim (LHP) Sundance và Cannes năm 2009. Ở giải Sundance, bộ phim thắng giải "Bình Chọn của Khán giả" và �giải "Bình Chọn của Hội đồng Giám Khảo" cho Phim Chính Kịch Xuất Sắc hất, cùng với gỉai thưởng đặc biệt cho Mo'Nique, nữ diễn viên phụ trong phim. Sau lần công chiếu tại LHP Sundance vào tháng 1/2009, nhà sản xuất Typer Perry cho biết ông và Oprah Winfrey sẽ giúp đỡ quảng bá cho phim và hãng Lionsgate Entertainment sẽ nhận phát hành. Tháng 9/2019, Tại LHP Quốc tế tại Toronto, bộ phim thắng giải "Bình Chọn của Khán giả". Tựa đề của bộ phim được chuyển từ Push sang Precious: Based on the Novel "Push" by Sapphire để tránh nhầm lẫn với bộ phim hành động Push phát hành cùng năm. Precious là lựa chọn chính thức tại LHP phim Cannes lần thứ 62 (trong hạng mục "Đáng xem" (un certain regard)).
Hãng Lionsgate phát hành phim Precious tại một số ít cụm rạp ở Bắc Mỹ vào ngày 06/11/2009 và đến ngày 20/11 thì phát hành rộng rãi hơn. Bộ phim nhận được đa phần những đánh giá tích cực từ các nhà phê bình cho phần diễn xuất của Sidibe và Mo'Nique, và thông điệp của phim cũng được khen ngợi. Xét về doanh thu phòng vé, bộ phim là một thành công khi đem về 63 triệu Mỹ kim so với ngân sách 10 triệu.
Tại lễ trao giải Oscar lần thứ 82, Precious nhận được 6 đề cử, trong đó có đề cử dành cho Phim Hay Nhất, Đạo diễn Xuất Sắc nhất cho Lee Daniels, và Nữ Diễn viên xuất sắc nhất cho Sidibe. Mo'Nique giành được giải Nữ diễn viên phụ xuất sắc nhất, và nhà biên kịch Geoffrey Fletcher thắng giải Chuyển Thể Kịch bản xuất sắc nhất. Fletcher cũng là nhà biên kịch người Mỹ gốc Phi đầu tiên đoạt giải này trong lịch sử giải Oscar.

## Nội dung
Vào năm 1987, Tại khu dân cư Harlem ở thành phố New York, cô gái 16 tuổi Precious (Gabourey Sidibe) sống cùng với người mẹ thất nghiệp Mary (Mo'Nique). Precious là nạn nhân của bạo lực tinh thần và cả thể xác. Cha của Precious, Carl (Rodney "Bear" Jackson), trước khi biến mất khỏi cuộc đời của hai mẹ con, đã cưỡng hiếp Precious và khiến cô hai lần mang thai. Gia đình của Precious �ở trong khu nhà dành cho người có thu nhập thấp Section 8 và sống nhờ vào tiền trợ cấp chính phủ. Con gái đầu của Precious, Mongo (tên đầy đủ Mongoloid), mang triệu chứng bệnh Down và được bà ngoại của Precious chăm sóc. Nhưng mẹ của Precious ép mọi người trong gia đình phải nói dối rằng bé Mongo sống với Precious và mẹ cô để có thể nhận thêm tiền trợ cấp của chính phủ. Khi lần mang thai thứ hai bị phát hiện, hiệu trưởng trường mời Precious lên gặp để bà sắp xếp chuyển cô sang một trường giáo dục đặc biệt với hy vọng Precious sẽ có thể chuyển sang một định hướng sống mới tốt hơn. Để thoát khỏi hiện thực phũ phàng trong cuộc sống thường nhật, Precious tự ru mình vào trong những giấc "mộng giữa ban ngày" vì ở đó, cô được yêu thương và đối xử tốt.
Tại trường mới, Precious gặp được cô giáo mới, Blu Rain (Paula Patton). Được cô gíao khuyến khích, Precious dần dà học viết và đọc. Cô thỉnh thoảng đến gặp cô nhân viên xã hội Weiss (Mariah Carey), và tiết lộ cho cô Weiss biết ai là người cha đích thực của các con mình. Khi Precious ở trong bệnh viện sinh đứa con thứ hai tên Abdul, cô được gặp John McFadden (Lenny Kravitz), một trợ lý y tá luôn tử tế với cô và chính cô đã thầm yêu anh. Khi trở về nhà, bà Mary, mẹ của Precious cố tình làm rơi Abdul (khi mới 3 ngày tuổi) và đánh cô, đồng thời trút hết giận dữ lên Precious cho rằng chính cô lỡ tiết lộ về những bạo hành đang xảy ra trong gia đình mà làm cho trợ cấp xã hội bị cắt. Precious đánh trả và bồng bé Abdul chạy khỏi nhà sau khi bà Mary cố quăng cái tivi vào cả hai. Precious sau đó chạy vào lớp học tại trường mới để trú đỡ. Sáng hôm sau, khi cô giáo Rain phát hiện ra cả hai mẹ con trong lớp, cô hoảng hốt gọi điện ngay cho các cơ sở trạm trú tại địa phương để tìm một nơi chốn an toàn cho Precious và bé Abdul. Nhưng sau đó, cả hai mẹ con về cùng sống cô giáo và người bạn gái của cô. Sáng kế tiếp, cô Rain dẫn Precious và Abdul đi tìm sự giúp đỡ; Precious lại được tiếp tục đi học và nuôi dưỡng Abdul ở một nhà tình thương.
Một ngày nọ, bà Mary tìm đến Precious và cho cô biết rằng cha của cô đã mất vì bệnh AIDS. Precious sau đó biết rằng mình cũng bị phơi nhiễm, nhưng Abdul thì lại may mắn không bị. Buồn chán và giận dữ, Precious đến văn phòng của cô Weiss và ăn cắp hồ sơ cá nhân của mình. Khi cô chia sẻ những chi tiết về hồ sơ của mình với các bạn cùng lớp, cô bắt đầu hy vọng hơn vào tương lai. Sau đó, Precious gặp lại mẹ của mình và bé Mongo tại văn phòng của cô Weiss. Cô Weiss chất vấn bà Mary về việc bà im lặng để chồng mình cưỡng hiếp đứa con gái ruột của chính mình khi Precious chỉ mới 3 tuổi. Trong nước mắt giàn giụa, bà Mary thú nhận rằng bà ghét Precious vì bà luôn cho rằng chính Precious đã "cướp chồng của mình" nên để cho ông ta cưỡng bức cô bé. Bà cho rằng chính Precious đã làm chồng bà bỏ đi. Precious nói với mẹ mình rằng cuối cùng cô đã nhìn được mẹ cô là người như thế nào. Cô dẫn bé Mongo và Abdul đi và nói với bà Mary rằng bà ta sẽ không bao giờ còn gặp ba mẹ con cô nữa. Bà Mary năn nỉ cô Weiss hãy làm gì để giữ Precious lại, nhưng cô Weiss chỉ lẳng lặng từ chối bà và bước đi.
Precious dự định hoàn thành bài thi Giáo dục Phổ Thông để nhận bằng cấp tương đương trung học. Cô rời thành phố New York với hai đứa con, cảm thấy đã sẵn sàng bắt đầu một cuộc sống mới và có một tương lai tốt đẹp hơn.

## Diễn viên
- Gabourey Sidibe trong vai Claireece "Precious" Jones. Đạo diễn tuyển vai Billy Hopkins tìm thấy Sidibe tại một buổi thử vai ở trường Cao đẳng Lehman tại thành phố New York. Dù trước đó chưa có kinh nghiệm diễn xuất, Sidibe đã được chọn ra trong hơn 300 người dự thi trong những lần tuyển chọn toàn quốc.
- Mo'Nique trong vai Mary Lee Johnston, người mẹ thất nghiệp nghèo và hay bạo hành Precious. Mo'Nique và đạo diễn Lee Daniels đã từng hợp tác với nhau trong phim Shadowboxer (trong phim này, vai của Mo'Nique cũng có tên Precious). Gần cuối phim cho biết Mary ghét con gái Precious vì bà ta cho rằng Precious "cướp người đàn ông của mình". Điều này cho thấy nhân vật Mary là mẫu phụ nữ sống dựa dẫm vào đàn ông.
- Paula Patton trong vai cô Blu Rain, cô giáo tại trường giáo dục đặc biệt của Precious. Patton cho biết nhân vật của cô dạy Precious biết "học, đọc và viết lại từ đầu, dạy cho Precious học cách tin tưởng vào bản thân mình, và dạy cho Precious hiểu rằng điều gì cũng có thể làm được."
- Mariah Carey trong vai cô Weiss, nhân viên xã hội của Precious, người luôn giúp và hỗ trợ Precious vượt qua khó khăn. Vào tháng 9/2008, Mariay Carey miêu tả nhân vật của cô là "một người không hẳn là đáng yêu, nhưng cô ấy làm sáng tỏ mọi chuyện." Carey và đạo diễn Lee Daniels đã từng làm việc cùng nhau trong phim Tennessee. Daniels cho biết ông chọn Carey vì ông rất "ấn tượng" với diễn xuất của Carey trong phim Tennessee. Ông cũng cho biết, đáng lẽ diễn viên Helen Mirren được chọn để vào vai cô Weiss trong phim Precious, nhưng cô từ chối để "nhận một vai trong một phim tầm cỡ hơn."
- Lenny Kravitz trong vai y tá John McFadden, người luôn đối xử tốt với Precious. Đây là phim đầu tiên đánh đấu lần đầu Kravitz tham gia diễn xuất.
- Sheeri Shepherd trong vai Lisa
- Barret Hemls (tên thật Barret Isaiah Mindell) trong vai Tom Cruise, người bạn trai tưởng tượng của Precious
- Nealla Gordan trong vai bà Sondra Lichtenstein
- Stephanie Andujar trong vai Rita Romero, bạn cùng lớp với Precious, một cô gái 16 tuổi trước đó từng nghiện và làm gái điếm. Khi Andujar thử vai, đạo diễn Daniels đã rất ấn tượng và ông ngưng đoạn đối thoại của Andujar để nói rằng "Cháu hãy vào phim của tôi".
- Chyna Layne trong vai Rhonda Patrice Johnson
- Amina Robinson trong vai Jermaine Hicks
- Xosha Roquemore trong vai Jo Ann
- Aunt Dot trong vai Toosie, mẹ của Mary và bà ngoại của Precious. Aunt Dot ngoài đời cũng là dì ruột của đạo diễn Lee Daniels.
- Angelic Zambrana trong vai Consuelo
- Quishay Powell trong vai bé Mongo
- Grace Hightower trong vai người nhân viên xã hội
- Kimberly Russel trong vai Katherine
- Bill Sage trong vai ông Wicher. Sage đã từng đóng chung với Mariah Carey trong phim Glitter, cũng như đã từng hợp tác với Lee Daniels trong phim Tennessee.

Ramona "Sapphire" Lofton (tác giả quyển tiểu thuyết) là diễn viên khách mời trong vai người phụ nữ ở nhà trẻ lúc gần cuối phim.
Susan L. Taylor trong vai nhân vật không tên. Ở đầu phim, cô đóng vai người phụ nữ đẹp trong bộ váy màu cam bước đến Precious và trao cho Precious một cái khăn choàng màu cam.

## Quá trình sản xuất
Đạo diễn Lee Daniels cho biết khi đọc bản đầu tiên của tiểu thuyết Push, ông đã bị cuốn hút bởi nét "chân thật và trần trụi" của nội dung. Trong một lần phỏng vấn với AMC, Daniels nói rằng quyển sách đưa ông về với ký ức tuổi thơ của ông vì ông nhớ có một cô �bé bị bạo hành đã đến gõ cửa nhà ông cầu cứu vì mẹ cô sắp giết cô. Daniels nhớ lại sự việc khi ấy cũng là lần đầu tiên ông thấy mẹ ông run sợ, đặc biệt là khi ông thấy bà hoảng hốt chẳng biết phải làm gì để giúp đỡ: "Mẹ tôi chỉ biết là bà sẽ đưa cô bé về nhà vì bà chẳng thể cứu giúp cô bé. Điều đó khiến bà dằn vặt. Bà cố làm gì đó để xoa dịu cô bé. Đó là tất cả những gì bà nghĩ tới." Khi làm phim này, Daniels hy vọng bộ phim sẽ là một sự giải thoát giúp ông có thể chữa lành chính mình và cả những người khác. Một mục đích khác Daniels muốn đạt được là thử thách nhận thức của công đồng về tình trạng loạn luân.
Bộ phim được đồng sản xuất bởi công ty của Daniels, Lee Daniels Entertainment và Smokewood Entertainment Group của hai vợ chồng Sarah Siegel-Magness và Garey Magness. Hai công ty sản xuất đã từng hợp tác với Daniels Lee trong phim Tennessee (2008). Bộ phim Precious có tổng cộng 13 nhà sản xuất: Lee Daniels, Oprah Winfrey, Tom Heller, Tom Perry, Lisa Cortes, Gary Magness, Valerie Hoffman, Asger Hussain, Mark G. Mathis, Andrew Sforzini, Bergen Swason, Simone Sheffield và Sarah Siegel-Magness. Ban đầu Daniels không hy vọng bộ phim sẽ tạo nhiều tiếng vang mà chỉ mong bộ phim được phát hành qua các kênh truyền hình gia đình là tốt lắm rồi. Ông cho biết: "Lúc đó tôi nghĩ rằng: Phim này mà được ra rạp là coi như tôi được ơn trên phù hộ rồi." Phim được quay chính thức tại nhiều địa điểm và khu vực của thành phố New York. Mặc dù bộ phim đề cập đến vấn đề nhạy cảm và tối tăm, Sidibe cho biết cảm xúc của cô trong lúc làm phim lại "khá nhẹ nhõm". Cô cho biết "Mỗi ngày là một bữa tiệc" và dàn diễn viên thường xuyên ca hát và đùa giỡn để "làm dịu không khí". Ngân sách sản xuất bộ phim là 10 triệu Mỹ kim.
Sau khi bộ phim được công chiếu tại LHP Sundance vào tháng 1/2009, hãng Lionsgate Entertainement đã nắm lấy quyền phân phối bộ phim và đồng thời phim cũng nhận được sự hỗ trợ trong công tác quảng bá bởi Harpo Productions của Oprah Winfey và 34th Street Films của Tyler Perry. Phim Precious là bộ phim điện ảnh đầu tiên mà công ty của Typer Perry hợp tác. Tháng 2/2009, hãng Lionsgate và hãng The Weinstein Company đâm đơn kiện lẫn nhau giành quyền sỡ hữu phát hành phim Precious. Cả hai hãng đều cho rằng họ đều mua quyền phân phối. Hãng Weinstein thì nói họ đã "đặt gạch" mua bản quyền trong khi theo hãng Lionsgate thì họ đã sở hữu trước quyền phân phối phim ở Bắc Mỹ. Công ty đại diện thương mại của bộ phim Cinetic Media đã lên tiếng bác bỏ lời của hãng Weinstein vì hãng này đã thất bại trong lần thương lượng hợp đồng trước đó.